# Mali Videm
Mali Videm – wieś w Słowenii, w gminie Trebnje. W 2018 roku liczyła 39 mieszkańców.